# Lucien Louis Daniel
Lucien Louis Daniel (La Dorée, 1º  novembre 1856 – Erquy, 26 dicembre 1940) è stato un botanico francese.
Fu professore di botanica applicata presso l'Università di Rennes. Fu l'autore binomiale di una specie vegetale, della famiglia delle Rosacee: Pirocydonia winkleri L.L.Daniel ex Bois.
Nel 1904 fu insignito della Veitch Memorial Medal dalla Royal Horticultural Society.

## Opere principali
- (1902) La Théorie des Capacités Fonctionnelles et ses Conséquences en Agriculture
- (1904) Premières Notes sur la Reconstitution du Vignoble Français par le Greffage
- (1908) La Question phylloxérique: Le Greffage Et la Crise Viticole (con: Great French Wine Blight)
- (circa 1911) L'Hérédité chez le Haricot Vivace
- (1925) Nouvelles Observations sur les Hybrides de Greffe et l'Hérédité chez les Plantes Greffées
- (1929) La Culture de la Vigne en Bretagne: Son Histoire, son État Actuel et son Avenir
- (1940) Les Mystères de L'hérédité Symbiotique. Points Névralgiques Scientifiques. Pensées, Théories Et Faits Biologiques